# Isohypsibius ladogensis
Espèce
Isohypsibius ladogensis est une espèce de tardigrades de la famille des Isohypsibiidae.

## Distribution
Cette espèce est endémique de Russie.

## Publication originale
- Tumanov, 2003 : Four new Isohypsibius species from Russian fresh waters (Tardigrada, Hypsibiidae). Bulletin de l'Institut Royal des Sciences Naturelles de Belgique Biologie, vol. 73, no , p. 183-189.